# Solenostomus cyanopterus
Solenostomus cyanopterus  (лат.) — вид лучепёрых рыб из семейства соленостомовых (Solenostomidae). Широко распространены в Индо-Тихоокеанской области.

## Описание
Голова и тело удлинённые, сжаты с боков, заключены в ряды костных пластин звёздчатой формы. Между первым спинным плавником и межорбитальным пространством расположено пять пластин; после спинного плавника — 25 костных колец. Рыло длинное, трубчатое, с небольшими загнутыми назад шипами по бокам. Кожные лепестки сложной формы есть на рыле, но на теле отсутствуют. Два спинных плавника далеко разнесены друг от друга. В первом спинном плавнике пять длинных колючих лучей. Шипы тонкие, мембраны не надрезаны. Второй спинной плавник закруглённый, отнесён далеко к задней части тела, имеет приподнятое основание и 18—20 мягких неветвистых лучей. Анальный плавник с 18—20 мягкими лучами расположен напротив второго спинного плавника. В грудных плавниках 25—27 мягких лучей. Брюшные плавники удлиненные, веерообразные, соединенные между собой, образуют у самок выводковый мешок. Хвостовой стебель очень короткий, по мере роста рыб становится шире. Хвостовой плавник большой, веерообразный, в основании шире хвостового стебля; мембраны не надрезаны или слегка надрезаны. Выражен половой диморфизм, самки обычно крупнее самцов и имеют большие по размеру брюшные плавники.

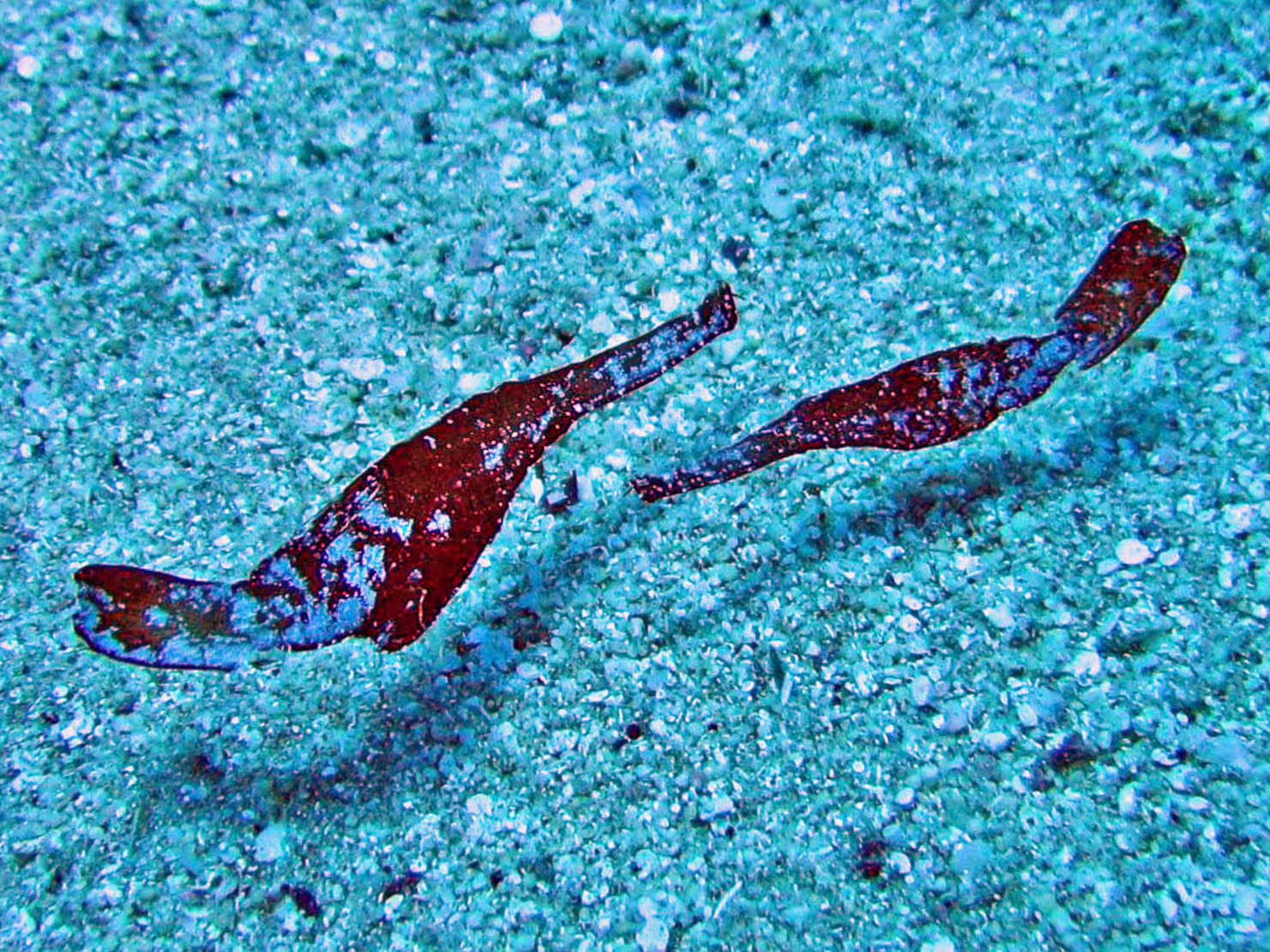

Окраска тела очень разнообразная и зависит от условий окружающей среды. Общий цвет головы и тела может быть красноватым, пурпурным, зелёным, жёлтым, коричневатым или черноватым, часто с пятнистыми узорами на плавниках. В зарослях водной растительности рыбы обычно зеленоватого цвета, а в рифовых зонах — коричневато-красные или черноватые.
Максимальная длина тела 17 см.

## Биология
Морские бентопелагические рыбы. Обитают в прибрежных водах в скалистых и коралловых рифах, в эстуариях среди морских трав и макроводорослей на глубине 2—28 м. Ведут одиночный образ жизни или встречаются парами. Питаются мелкими ракообразными. Икра вынашивается самками в выводковом мешке, образованным брюшными плавниками. Икринки прикрепляются к клеточным выростам эпителия на внутренней поверхности брюшных плавников (так называемым cotylephores). Личинки вылупляются при длине около 3 мм с пигментированными глазами, полностью сформированным ртом и развитыми плавниками.

## Ареал
Широко распространены в Индо-Тихоокеанской области. Индийский океан: от юга Африки до Красного моря, включая Мадагаскар, Коморские, Маскаренские и Сейшельские острова; на восток до Малайзии и Таиланда, включая Андаманские острова, и Западной Австралии. Западная часть Тихого океана: от Японии и Южной Кореи до Нового Южного Уэльса и на восток до Фиджи.